# Parachalciope trigonometrica
Parachalciope trigonometrica är en fjärilsart som beskrevs av George Francis Hampson 1913. Parachalciope trigonometrica ingår i släktet Parachalciope och familjen nattflyn. Inga underarter finns listade i Catalogue of Life.